# Медведев, Борис Харлампиевич
Борис Харлампиевич Медведев (25 июля [6 августа] 1871, Майкоп — 1955, Москва) — профессор, Заслуженный деятель науки РСФСР, главный агроном г. Саратова, один из основателей Саратовских Высших Сельскохозяйственных Курсов, открывшихся в 1913 г. (сейчас Саратовский государственный аграрный университет имени Н. И. Вавилова); как директор сыграл ключевую роль в их становлении и развитии. Редактор журнала «Известия Саратовского Государственного Института Сельского Хозяйства и Мелиорации»
«Б. Х. Медведев отдал служению аграрной науке, педагогической и общественной деятельности 60 лет. Это, пожалуй, коренная фигура в деле основания высшей агрономической школы в Саратове. Борис Харлампиевич был не только инициатором открытия курсов, он фактически возглавил их, начиная с 1914 года, а позже стал руководителем сельскохозяйственного института.»
«Личности Бориса Харлампиевича Медведева и его научно-педагогической деятельности посвящены статьи в книгах, вышедших в 2013 году к 100-летию Саратовского государственного аграрного университета имени Н. И. Вавилова. Оба издания имеются в фондах научно-справочной библиотеки Государственного архива Саратовской области.»
М. Н. Шашкина «Директора и ректоры саратовских аграрных вузов: 1913—2013»

«Их жизнь — служение науке: биографический справочник о докторах наук и профессорах Саратовского ГАУ им. Н. И. Вавилова» (стр.147-150)

## Биография
Б. Х. Медведев родился в Майкопе 25 июля (6 августа) 1871 в семье подпоручика 76-го пехотного Кубанского полка Харлампия Степановича Медведева и его жены Веры Александровны (запись в метрической книге полковой церкви 76-го пехотного Кубанского полка за N. 273).
Борис Харлампиевич начал карьеру, пойдя по стопам отца, окончив 30 июня (12 июля) 1890 Казанское Юнкерское Военное Училище в чине подпрапорщика, вскоре был зачислен в запас, в 1903 г. Высочайшим приказом переименован из подпоручика запаса в губернские секретари со старшинством, а в январе 1904 г уволен из запаса армии.
В 1895 г. с отличием окончил Казанский ветеринарный институт. В том же году поступил в Ново-Александрийский сельскохозяйственный институт (под Варшавой). Через три года получил звание ученого агронома первого разряда.
В 1898 г. приехал в Саратов, по приглашению городской управой г. Саратова на должность городского агронома, поселился по адресу Саратов, Панкратьевская улица д 34.

Вместе со своей женой Александрой Михайловной принял активное участие в образовании её племянника Бардина Ивана Павловича.
«Тетка и дядя непременно хотели, чтобы я поступил в гимназию, а по окончании её — в университет.»

Из воспоминаний И. П. Бардина.
В июле 1913 г. избран гласным Саратовской Городской Думы на 4 года до 1916.
С января 1914 г. и.о Директора Саратовских Высших сельскохозяйственных курсов.
В 1931 г. был репрессирован вместе с другими учеными, ветеринарами и аграриями по обвинению в антисоветской пропаганде и участии в контрреволюционной повстанческой организации. 11 июля 1931 года его дело было прекращено за недостаточностью улик.
С 1931 г. проживал в Москве. До 1935 г. работал во Всесоюзном институте животноводства, затем заведовал кафедрами в Киевском и Бурят-Монгольском зооветеринарных институтах.
С 1939 по 1953 гг. — заведующий кафедрой зоогигиены и основ ветеринарии Московского пушно-мехового института.

### Семья
В октябре 1892 года получил разрешение на вступление в брак, жена — Александра Михайловна Бородачева (1868—1919)
Дочери:
- Галина, 23 июня (11 июня) 1897, (1897—1974), доктор биологических наук;
- Нина, 26 декабря (14 декабря) 1898, (1898—1969), член-корреспондент АН УССР, заслуженный деятель науки УССР (от 17-го мая 1941 г.);
- Наталья, 25 декабря (12 декабря) 1900, (1900—1989), доктор биологических наук.

Внук — известный физик-теоретик Б. В. Медведев
Борис Харлампиевич умер в 1955 г. в Москве. По его завещанию урна с прахом была захоронена рядом с могилой жены на Воскресенском кладбище Саратова.

## Научная и общественная деятельность
В 1895 г. с отличием окончил Казанский ветеринарный институт. В том же году поступил в Ново-Александрийский сельскохозяйственный институт (под Варшавой). Через три года получил звание ученого агронома первого разряда. Во время учёбы работал ветеринаром-хирургом, заведовал отделом животноводства на сельскохозяйственной выставке в Киеве в 1897 г.
В 1898 г. приехал в Саратов, по приглашению городской управой г. Саратова на должность городского агронома. До 1914 г. являлся городским агрономом: заведовал земельным хозяйством Саратова, организовал массовую метизацию крупного рогатого скота, создал большой по тому времени питомник высокопродуктивных коров. Составил план мелиорации миллионов гектаров земель в засушливых областях Заволжья, разработал план интенсивного хозяйства в районе реки Ахтубы.
Вел большую общественную и научную работу:
- С 1901 по 1914 гг. был секретарем Саратовского общества сельского хозяйства.
- В 1910 г. активно участвует в организации опытной сельскохозяйственной станции на окраине Саратова (сейчас Федеральный аграрный научный центр Юго-Востока)
- В 1911 году становится основателем и редактором журнала «Сельскохозяйственный вестник Юго-Востока» — одного из лучших специализированных изданий дореволюционной России.

Б. Х. Медведев стал одним из главных инициаторов создания в Саратове Высших сельскохозяйственных курсов, открывшихся в 1913 г. Как директор (1914—1929 гг.) сыграл ключевую роль в их становлении и развитии.

Из воспоминаний Михаила Фёдоровича Волкова (1853—1934), бывшего городским головой Саратова в 1913—1917 гг.

«Б. Х. Медведев, своей инициативой, упорством и энергией создал агрономический институт в Саратове без копейки денег, путем организации общественных разрозненных деятелей, при пассивном сопротивлении окружающей обстановки.
Своему самообразованию и начитанности в своей специальности он обязан тем, что стал одним из лучших, дельных, любимым студенчеством своего института, профессоров (поистине Медведевского института). Вопреки зависти и противодействия некоторых патентованных учёных профессоров института, вопреки тенденциям пролетарской политграмоты, он все-таки был избран ректором института даже в настоящее время.»

«15 сентября 1913 года в Саратове были созданы Высшие сельскохозяйственные курсы для подготовки квалифицированных агрономов. Одним из основателей, а также первым директором курсов был главный агроном Саратова, профессор, заслуженный деятель науки, Борис Харлампиевич Медведев. Ему удалось привлечь к преподаванию лучшие педагогические кадры Саратова того времени: А. А. Богомольца, Б. И. Бирукова, Я. Я. Додонова, В. Р. Заленского, В. Д. Зернова, Н. И. Суса, Д. И. Янишевского и др.»

В 1917 г. Борис Харлампиевич принял на работу Н. И. Вавилова.

«Вавилов подал прошение на должность преподавателя Саратовских высших сельскохозяйственных курсов. Курсы эти были очень молоды: созданы только в 1913 году. Репутация их ещё не установилась. У истоков их создания стоял видный ученый-животновод Б. Х. Медведев, он и стал их ректором. Он откликнулся быстро: Вавилову предложено место преподавателя.»
В начале 1918 года курсы будут реорганизованы в сельскохозяйственный институт, а затем — до 1922 года — в агрономический факультет Саратовского государственного университета (в это время Б. Х. Медведев был деканом факультета).
В 1914 г. на Высших сельскохозяйственных курсах заведовал кафедрой анатомии животных, с 1917 по 1930 гг. — кафедрой сельскохозяйственной экономики и организации сельского хозяйства. Одновременно до 1931 г. возглавлял кафедру сельского хозяйства и кормодобывания в Саратовском зооветеринарном институте.
С 1923 г. до 1930 Редактор журнала «Известия Саратовского Государственного Института Сельского Хозяйства и Мелиорации»
С 1931 г. проживал в Москве. До 1935 г. работал во Всесоюзном институте животноводства, затем заведовал кафедрами в Киевском и Бурят-Монгольском зооветеринарных институтах.
С 1939 по 1953 гг. — заведующий кафедрой зоогигиены и основ ветеринарии Московского пушно-мехового института.
В 1943 г. присвоено почетное звание Заслуженного деятеля науки РСФСР.
В 1951 г. был награждён орденом Трудового Красного Знамени.
Б. Х. Медведеву посвящена экспозиция в Саратовском Областном Музее Краеведенья.
Альбом фотографий посвященных Б. Х. Медведеву и Сельскохозяйственному институту от 1926 г. можно посмотреть на сайте Государственных каталогов.

## Труды
Б. Х. Медведев является автором более ста трудов по вопросам земледелия, животноводства и экономики сельского хозяйства, в том числе по агрономии Нижнего Поволжья. Все работы ученого имеют ярко выраженную практическую направленность. Среди них:
- Медведев Б. Х. Краткий исторический очерк десятилетия жизни Саратовской высшей сельскохозяйственной школы // Известия Саратовского государственного института сельского хозяйства и мелиорации. 1925. Вып. II. С. 5.
- Медведев Борис Харлампиевич Влияние численности и различного трудового состава семьи на организацию крестьянского хозяйства. Саратов, узд. Сарполиграфпром, 1927
- Медведев Б. Х. Описание Росташовского имения Балашовского уезда, Саратовской губернии, наследников М. Н. Раевского. Год издания 1902 Место издания Саратов 102 с.
- Медведев, Б. Х. Первый виноградник в Саратовском уезде. // Сельскохозяйственный вестник юго-востока. — 1917, № 10. — С. 9-10.

## Дополнительные материалы
В работе над статьей, раздел Биография использованы оригинальные документы (копии хранятся в архиве Саратовского областного краеведческого музея):
1. Формулярный список о службе Саратовского городского агронома, гласного Городской Думы Бориса Харлампиевича Медведева. Составлен 27 февраля месяца 1916 года
2. Указ его Императорского Величества Государя Императора Николая Александровича Самодержца Всероссийского и проч. и проч. и проч. от сентября 1914 года об освобождении от ополчения и освобождении от службы в армии.
3. Разрешение на вступление в брак с девицею Александрой Михайловной Бородачевой за N 5756 от 21 октября 1992 г., выданное Его Сиятельством Господином Министром Народного Просвещения.
4. Свидетельство о Рождении и Крещении, выданное на основе записи в метрической книге полковой церкви 76-го пехотного Кубанского полка за N. 273